# 耿崇美
耿崇美，辽朝官员，先世受封钜鹿，后来定籍上谷（易州）。
耿崇美相貌魁梧，面色黑紫，虬髯，鬓发如猬。他善于骑射，会契丹语。唐朝末年，耶律阿保机攻打上谷，耿崇美归顺契丹，被任命为国通事，被应天皇后述律平器重。辽太宗天显年间，石敬瑭请求契丹攻打后唐，耿崇美率领契丹人攻打后唐。后来契丹攻打后晋，没有攻下易州。易州刺史郭璘据守。杜重威投降后，辽太宗派耿崇美劝谕易州，郭璘耿崇美被所杀。大同元年二月，刘知远在太原即位，辽太宗任命耿崇美为潞州节度使、高唐英为相州节度使、崔廷勋为孟州节度使。潞州东出壶关至相州，南下太行山，抵达孟州。四月，耿崇美、崔廷勋抵达泽州，史弘肇入潞州，他们于是引兵南下。史弘肇派遣先锋马诲追击获胜。耿崇美、崔廷勋和奚王拽剌退保怀州。在河南的契丹将领相继北归。后来担任武定军节度使，赠太师，假相印。其妻是韩匡嗣的女儿，有五子：包括耿绍纪；耿绍忠；耿绍雍，官至三司使。